# Sylwia Wiśniewska
Sylwia Wiśniewska (ur. 1977 w Warszawie) – polska piosenkarka popowa i autorka tekstów.

## Życiorys

### Kariera
Zadebiutowała na deskach warszawskiego Teatru Syrena. Wystąpiła w programie Podwieczorek przy mikrofonie, wygrywając konkurs Mikrofon dla wszystkich w 1995. W Teatrze Powszechnym zagrała w musicalu pt. Panna Tutli-Putli w reżyserii Krystyny Jandy.
W 1998 nagrała płytę z grupą Taboo pt. One. W 1999 zespół rozpadł się. 24 czerwca 2000 wydała debiutancki, solowy album pt. Cała ty. Produkcją albumu zajął się Wojciech Olszak, który już wcześniej stał za sukcesami debiutanckich płyt Edyty Górniak i Natalii Kukulskiej. W nagraniu albumu udział wzięli również muzycy, tacy jak Marcin Nowakowski, Wojciech Pilichowski czy Michał Grymuza. W 2001 zdobyła statuetkę Złota Płyta w kategorii Wokalistka roku przyznawaną przez pismo DJ’s Magazine. Oprócz tego otrzymała nominację do nagrody SuperJedynki Festiwalu Opolskiego w kategoriach: Debiut oraz Muzyka taneczna. Gościnnie wzięła udział w solowym projekcie basisty Wojtka Pilichowskiego o nazwie π.
W 2004 wydała drugi album solowy pt. Dedykacja. Pochodzący z płyty utwór „12 łez” podbił listy przebojów w Polsce. W 2005 zawiesiła solową karierę i zaczęła udzielać się w projektach bardziej niszowych, takich jak np. Karimski Club. W 2009 ukazała się płyta kolektywu pt. Herbert, materiał z której zainspirowany był poezją Zbigniewa Herberta.
W 2010 powstał projekt Harmonia z udziałem artystów wywodzących się z różnorodnych kręgów kulturowych Polski, Ukrainy i świata (m.in. Wojciech Waglewski, Voo Voo, Motion Trio). Na potrzeby akcji Wiśniewska zaśpiewała piosenkę „Jeden świat”. Od lat udziela głosu w reklamach oraz w czołówkach różnych programów radiowych i telewizyjnych. W duecie z Adamem Nowakiem z zespołu Raz, Dwa, Trzy nagrała piosenkę promującą film „Powstanie Warszawskie”, „Tyle nadziei, tyle młodości”.

## Życie prywatne
Prywatnie jest żoną Karima Martusewicza. Ma syna, Nelsona (ur. 2009).

## Dyskografia
Albumy solowe
| Rok  | Tytuł                                                    |
| ---- | -------------------------------------------------------- |
| 2000 | Cała ty - Data: 28 czerwca 2000 - Wydawca: Pomaton EMI   |
| 2004 | Dedykacja - Data: 21 czerwca 2004 - Wydawca: Pomaton EMI |

Single
| 2000                             | „Cała ty”             | 15 | –  | – | Cała ty   |
| 2000                             | „Nieważne co wczoraj” | 28 | –  | – | Cała ty   |
| 2001                             | „Użyj moich sił”      | 14 | –  | – | Cała ty   |
| 2001                             | „Jeden ty i jedna ja” | –  | –  | – | Cała ty   |
| 2004                             | „12 łez”              | –  | 25 | 1 | Dedykacja |
| 2004                             | „Mój sen”             | –  | –  | – | Dedykacja |
| „ – ” pozycja nie była notowana. |                       |    |    |   |           |